# Liste des genres d'Ichneumonidae
Voici la liste des genres de la famille des Ichneumonidae.
Selon GBIF (23 juin 2021) :